# Riu Mundo
Mundo és un riu de la península Ibèrica, principal afluent del riu Segura, que neix a la serra castellana del Calar del Mundo, a la comarca de Sierra de Alcaraz y Campo de Montiel (Albacete).
Etimològicament, "Mundo" no procedeix del substantiu referent a "món" (del lat. Mundus), sinó de l'adjectiu llatí mundo, antònim de "immund": 'net, rentat, clar'.
El geògraf andalusí Al-Zuhri recull la més que possible denominació de l'actual riu Mundo com a Mīšūnīš, ja que l'antiga alqueria de la localitat de Mesones, al municipi de Molinicos, li donaria nom al riu en ser la primera localitat travessada pel riu.
El seu naixement es troba en un lloc turístic anomenat "Los Chorros del río Mundo", on van moltes persones per veure les seves cascades i la seva profunda cova (se'n coneixen més de 32 km), des d'on es precipiten els dolls per un faralló de més de 300 m d'altitud. El volum d'aigua de les cascades és molt variable i pot ser escàs en temps de sequera. Però, el fenomen és singular, ja que està connectat amb un aqüífer de tipus càrstic, que produeix aquestes brusques variacions estacionals, denominades també, surgències en sobreeixidors. La millor època per a visitar-lo és la primavera, en les dates en què es produeix espontàniament una explosió extraordinària de surgència d'aigua, fenomen càrstic curiós i popularment conegut a la zona com la "Rebentada".
A l'embassament de El Talave (35 hm³) el riu Mundo rep el canal del transvasament Tajo-Segura. Aigües avall, es troba l'embassament de Camarrillas, de 36 hm³ de capacitat. Els seus principals afluents són el riu Bogarra o Fusta, format al seu torn per la unió dels rius Fusta i del Viñazos o Mencal, i el riu de la Vega de Riópar.